# 서울특별시 고양정신병원
서울특별시 고양정신병원(서울特別市 高陽精神病院)은 서울특별시의 위탁을 받아 운영되는 공공 정신병원이다. 경기도 고양시 덕양구 통일로 1102번길 46에 위치하고 있다.

## 같이 보기
- 서울의료원